# Полосатый эйренис
Полосатый эйренис (лат. Eirenis medus) — вид змей из рода эйренисов семейства ужеобразных.
Общая длина достигает 32 см. Кончик морды тупо закруглён, хвост очень короткий.
Сверху песчаного, серовато-оливкового или серовато-коричневого цвета. Середина каждой чешуйки светлее её стороны. Края отдельных чешуек буро-оливкового, почти чёрного цвета. На спине, особенно в передней половине туловища, тёмные края чешуи образуют многочисленные (более 50) узкие, более или менее волнистые поперечные полоски, конечно расчленены на позвоночнике. В задней половине туловища они обычно не выражены, но отдельные чешуи часто сохраняют темную окраску. Хвост сверху обычно без точек. Тёмной поперечной полосы на затылке нет. У молодых особей на макушке, лобном и надглазничных щитках располагаются большие бурые пятна, которые почти или полностью исчезают у взрослых змей. Брюхо светлой окраски, без пятен.
Любит каменистые склоны, межгорные низины, предгорные холмы. Встречается на высоте до 1100—1600 метров над уровнем моря. Скрывается под камнями, может жить в термитниках. Активен ночью. После зимовки появляется в начале апреля и активен до конца октября. Питается насекомыми, пауками и другими беспозвоночными, в частности скорпионами.
Это яйцекладущая змея. Самка откладывает 2—3 яйца длиной до 18 мм. Молодые эйренисы длиной до 126 мм появляются в октябре.
Живёт в южном Туркменистане в пределах Копетдага, северном Иране.